# Bernhard Grünberg
Bernhard Grünberg, später Bernard Grunberg (* 22. März 1923 in Lingen; † 16. Januar 2021 in Derby), war ein deutsch-britischer Teilnehmer eines jüdischen Kindertransports und Ehrenbürger seiner Geburtsstadt Lingen.

## Leben
Bernhard Grünberg wurde am 22. März 1923 in Lingen als Sohn des jüdischen Viehhändlers Bendix Grünberg und seiner Frau Marianne geboren. 1937 wurde er aus dem Lingener Gymnasium Georgianum ausgeschlossen, da er Jude war. Vom April bis Dezember 1938 nahm er in Berlin an einer Berufsvorbereitung für eine Tischlerausbildung an der Hachschara in Berlin-Niederschönhausen teil. Wahrscheinlich meldete ihn der dortige Leiter Leopold Kuh für den Kindertransport an.
Am 9. Dezember reiste er ein letztes Mal nach Lingen, um sich von seinen Eltern zu verabschieden. Sein Vater erreichte am selben Tag Lingen, nachdem er ab dem 10. November 1938 vier Wochen im KZ Buchenwald in Schutzhaft war. Schon am nächsten Tag musste er wieder zurück nach Berlin reisen, um am 13. Dezember an den dort beginnenden Kindertransporten nach Großbritannien teilzunehmen. Von Rheine bis zur niederländischen Grenze begleitete unerwartet sein Vater den Zug, was die letzte Begegnung mit einem seiner Familienangehörigen war. Seine Mutter, der Vater und seine Schwester wurden später nach Riga deportiert. Sein Vater wurde 1942 in Riga ermordet, seine Mutter und seine Schwester 1944 im KZ Stutthof.
Später änderte er seinen Namen in Bernard Grunberg und nahm die britische Staatsangehörigkeit an. In Großbritannien war er in der Landwirtschaft tätig. Durch die ebenfalls aus Lingen stammende Ruth Foster geb. Heilbronn wurde 1986 in Lingen bekannt, dass Bernhard Grünberg noch lebte, sodass er im Jahr darauf eingeladen wurde, an einer Gedenksteinenthüllung teilzunehmen. Seither bemühte er sich intensiv mit der Verständigung und Aussöhnung um seine Geburtsstadt und den Kampf gegen Antisemitismus und Rassismus in Deutschland und Großbritannien. 1993 wurde ihm die Ehrenbürgerschaft der Stadt Lingen verliehen. Seit dem Jahr 2000 ziert ein von ihm geschmiedetes Tor den Eingang zum Gedenkort Jüdische Schule. Am 25. März 2013 wurde in seinem Beisein die Bernhard-Grünberg-Straße im Emsauenpark in Lingen eingeweiht.
Bernhard Grünberg starb am 16. Januar 2021 in Derby-Alvaston im Alter von 97 Jahren an COVID-19.

### Ehrungen
- 1993 Ehrenbürger der Stadt Lingen
- 2013 Bernhard-Grünberg-Straße in Lingen